# Дорсетшир (тежък крайцер, 1929)
Дорсетшир (на английски: HMS Dorsetshire (40) е тежък крайцер на Британския Кралски флот, от времето на Втората световна война. Втори и последен кораб от типа „Норфолк“. Наречен е в чест на английското графство Дорсетшир. Построен е от корабостроителницата на ВМС в град Портсмът и е спуснат на вода на 29 януари 1929 г.

## История на службата
Първите пет години от своята кариера „Дорсетшир“ е в родината си докато през 1935 г. не е преведен в Далечния Изток, където и посреща началото на Втората световна война. В хода на Втората световна крайцерът действа доста интензивно, има няколко прехода от Атлантика в Индийския океан и обратно. На сметката на „Дорсетшир“ са записани 2 немски транспорта, включително и снабдителния съд – подводницата „Питон“.
По време на Норвежката кампания от 1940 г. евакуира от Норвегия краля, членовете на семейството му и правителството.
През 1941 г. участва в преследването на „Бисмарк“, като му нанася „удар на милосърдие“, доубивайки почупеният кораб с торпеда, след което взема на борда си 110 члена на екипажа му.
В периода септември-ноември 1941 г. „Дорсетшир“ води конвой за Кейптаун, след което излиза в морето в търсене на германския рейдер „C“ („Атлантис“). На 1 декември открива немския снабдителен кораб „Питон“, на който освен екипажа се намират и спасените от „Атлантис“, и го потопява.

### Гибел
През март 1942 г. „Дорсетшир“ е изпратен в Цейлон и включен в групата бързоходни кораби Force А. След очакване на противника в открито море, адмирал Джеймс Съмървил решава, че японците са отложили рейда в Индийския океан и изпраща „Дорсетшир“ съпроводен от крайцера „Корнуолл“ (HMS Cornwall) в Коломбо за продължаване на ремонта им. Всъщност рейдът на авионосното съединение на адмирал Нагумо едва започва. Сомървил заповядва на крайцерите незабавно да се изтеглят от Коломбо към атола Аду. Но на 5 април „Дорсетшир“ и „Корнуол“ са открити от японски самолет-разузнавач. В резултат крайцерите са атакувани от 53 пикиращи бомбардировача Aichi D3A1. „Дорсетшир“ получава 10 преки бомбени попадения, губи ход и потъва 8 минути след началото на атаката. След 12 минути от множеството попадения потъва и „Корнуол“. Загубите сред екипажа на „Дорсетшир“ съставят 227 души.
Японците нямат загуби.